# イバン・エルナンデス
イバン・エルナンデス（Ivan Hernandez、1982年11月24日 - ）は、メキシコのプロボクサー。メキシコシティ出身。元WBO世界スーパーフライ級王者。

## 来歴
2000年4月7日、プロデビュー（2回KO勝ち）。
2001年8月3日、WBCユースフライ級王座を獲得。2002年4月19日にはWBAフェデセントロフライ級王座を獲得した。
2004年9月25日、無敗（18勝1分）のまま20戦目で世界初挑戦。WBO世界スーパーフライ級王者マーク・ジョンソンに挑戦し、8回KO勝ちで世界王座を獲得した。
2005年4月9日、初防衛戦でフェルナンド・モンティエルと対戦し、7回KO負けで王座から陥落した。
2006年4月21日、WBC世界バンタム級王座挑戦者決定戦で元IBF世界ミニマム級王者ロベルト・カルロス・レイバと対戦し、12回判定勝ち。
2006年6月10日、WBC世界スーパーバンタム級王者イスラエル・バスケスに挑戦し、4回終了時TKO負けで2階級制覇ならず。
2009年10月10日、国立代々木第二体育館でWBC世界スーパーバンタム級王者西岡利晃に挑戦し、3回終了時に下顎骨骨折の疑いがあるとして棄権・TKO負けとなり、2回目の2階級制覇のチャンスを逃した（試合後の検査で骨折が判明した）。
2010年10月16日、ウィルフレド・バスケス・ジュニアの持つWBO世界スーパーバンタム級王座に挑戦したが、11回TKO負けで王座獲得に失敗した。

## 獲得タイトル
- 第11代WBO世界スーパーフライ級王座（防衛0）